# Mohammed Abdul Rahman Turko
Mohammed Abdul Rahman Turko est un homme politique syrien kurde qui est actuellement ministre de l'Éducation de Syrie.